# Eleccions regionals de la Vall d'Aosta de 2008
Les eleccions per a renovar el Conseil de la Vallée / Consiglio Regionale de la Vall d'Aosta se celebraren el 25 de maig de 2008.

## Resultats electorals
| ← Eleccions regionals de la Vall d'Aosta, 2008 →  |        |        |        |
| Partits                                           | vots   | (%)    | escons |
| Union Valdôtaine (UV)                             | 32.614 | 44,39% | 17     |
| Stella Alpina (SA)                                | 8.370  | 11,39% | 4      |
| Fédération Autonomiste (FA)                       | 4.536  | 6,17%  | 2      |
| Coalició autonomista                              | 44.520 | 61,95% | 23     |
| Vallée d'Aoste Vive-Renouveau Valdôtain (VdAV-RV) | 9.170  | 12,48% | 5      |
| Partit Democràtic (PD)                            | 6.841  | 9,31%  | 3      |
| Arcobaleno Vallée d'Aoste (ARC)                   | 4.120  | 5,61%  | 0      |
| Coalició autonomista-progressista                 | 20.131 | 27,40% | 8      |
| Poble de la Llibertat (PdL)                       | 7.826  | 10,65% | 4      |
| Centredreta                                       | 7.826  | 10,65% | 4      |
| Total                                             |        |        | 35     |

## Diputats elegits
Union Valdôtaine: Augusto Rollandin, Aurelio Marguerettaz, Giuseppe Isabellon, Laurent Viérin, Albert Lanièce, Alberto Cerise, Luciano Caveri, Emily Rini, Ennio Pastoret, Andrea Rosset, Alberto Crétaz, Mauro Bieler, Salvatore Agostino, Carlo Norbiato, Diego Empereur, Hélène Imperial i Manuela Zublena.

Stella Alpina: Marco Viérin, André Lanièce, Francesco Salzone i Dario Comé.

Fédération Autonomiste: Claudio Lavoyer i Leonardo La Torre.

Vallée d'Aoste Vive - Renouveau Valdôtain: Roberto Louvin, Albert Chatrian, Giuseppe Cerise, Patrizia Morelli i Alberto Bertin.

Partito Democratico: Raimondo Donzel, Carmela Fontana i Gianni Rigo.

Popolo della Libertà: Massimo Lattanzi, Enrico Tibaldi, Alberto Zucchi i Cleto Benin.

Fonts: Ministero dell'Interno, ISTAT, Istituto Cattaneo, Consell Regional de la Vall d'Aosta